# 1683
Епоха великих географічних відкриттів •  Перша наукова революція • Річ Посполита •  Запорозька Січ •  Руїна

## Геополітична ситуація
Османську імперію очолює Мехмед IV (до 1687). Під владою османського султана перебувають Близький Схід та Єгипет, Середземноморське узбережжя Північної Африки, частина Закавказзя, значні території в Європі: Греція, Болгарія і Сербія. Васалами османів є Волощина та Молдова.
Священна Римська імперія — наймогутніша держава Європи. Її територія охоплює, крім німецьких земель, Угорщину з Хорватією, Богемію, Північну Італію. Її імператор — Леопольд I Габсбург (до 1705).
Габсбург Карл II Зачарований є королем Іспанії (до 1700). Йому належать Іспанські Нідерланди, південь Італії, Нова Іспанія, Нова Гранада та Нова Кастилія в Америці, Філіппіни. Королем Португалії є Педру II (до 1706). Португалія має володіння в Бразилії, в Африці, в Індії, в Індійському океані й Індонезії.
Північ Нідерландів займає Республіка Об'єднаних провінцій. Вона має колонії в Північній Америці, Індонезії, на Формозі та на Цейлоні. Король Франції — Людовик XIV (до 1715). Франція має колонії в Північній Америці. Король Англії — Карл II Стюарт (до 1685). Англія має колонії в Північній Америці, на Карибах та в Індії. Король Данії та Норвегії — Кристіан V (до 1699), король Швеції — Карл XI (до 1697). На Апеннінському півострові незалежні Венеціанська республіка та Папська область. Король Речі Посполитої — Ян III Собеський (до 1696) . Формально царями Московії є Іван V (до 1696) та Петро I, фактичну владу тримає в своїх руках регентка Софія Олексіївна.
Україну розділено по Дніпру між Річчю Посполитою та Московією. Діють три гетьмани: Георге Дука (османський протекторат) та Стефан Куницький (польський протекторат) на Правобережжі , Іван Самойлович (московський протекторат) на Лівобережжі. На півдні України існує Запорозька Січ. Існують Кримське ханство, Ногайська орда.
В Ірані правлять Сефевіди.
Значними державами Індостану є Імперія Великих Моголів, в якій править Аурангзеб, Біджапурський султанат, султанат Голконда, Імперія Маратха. В Китаї править Династія Цін. У Японії триває період Едо.

## Події

### В Україні
- Польський король призначив гетьманом Правобережної України Стефана Куницького
- Козацькі війська на чолі з Куницьким здійснили похід у Молдову. Призначений османами гетьман Правобережжя Георге Дука потрапив у полон і втратив владу.

### У світі
- Почалася Велика турецька війна.

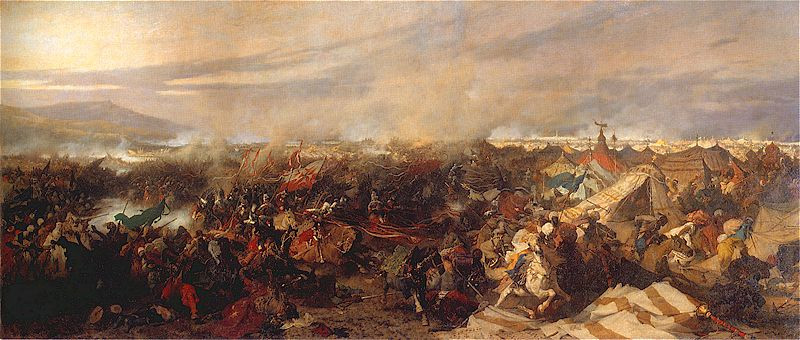
Віденська битва

  - 3 травня султан Мехмед IV увійшов у Белград.
  - 14 липня османське військо підійшло до Відня й узяло місто в облогу.
  - 12 вересня у битві біля Каленберга під Віднем 65-тисячна імператорські війська Леопольда I при підтримці Українських козаків, баварських, саксонських і польських загонів нанесли вирішальну поразку 200-тисячній армії Османської імперії.
  - 5 грудня Битва під Кіцканами.
  - 25 грудня султан Мехмед IV стратив великого візира Кара-Мустафу.
- В Англії розкрито змову проти короля Карла II та його брата Джеймса, герцога Йоркського. Страчений Олджернон Сідней.
- Іспанія оголосила війну Франції в Іспанських Нідерландах, але французькі війська швидко здобули перемогу.
- Французький адмірал Авраам Дюкен провів бомбардування Алжира, звільнивши багато християнських бранців.
- Помер король Португалії Афонсу VI, на трон сів його брат Педру II, який багато років уже правив країною як регент.
- 6 жовтня 13 німецьких сімей менонітів з міста Крефельд прибули до північноамериканської колонії Пенсільванія, де губернатор Вільям Пенн згодом виділив їм 5 тисяч акрів землі для проживання і гарантував їм свободу віросповідання. Це були перші німецькі поселенці в Америці, котрі цього ж року заснували одне з настаріших американських міст — Джермантаун (сьогодні — частина Філадельфії).
- Китайська династія Цін захопила державу Дуннін на Тайвані.

### Наука та культура
- За легендою, з Відня почалося поширення кави як популярного напою в Європі. Це явище пов'язують з ім'ям українського шляхтича та козака Юрія-Франца Кульчицького.
- 6 червня в Королівстві Англія в Оксфорді відкрився перший у світі публічний музей Ашмола, збудований у 1679—1683 роках і названий так на честь колекціонера Ілаєса Ашмола (1617—1692).

## Померли
див. також Категорія:Померли 1683
- 28 квітня — У Бреслау (сучасний Вроцлав) у віці 48 років помер німецький драматург Даніель Каспер фон Лоенштайн